# ابرون (یزدان‌آباد)
ابرون، روستایی از توابع بخش یزدان‌آباد شهرستان زرند در استان کرمان ایران است.

## جمعیت
این روستا در دهستان سیریز قرار دارد و براساس سرشماری مرکز آمار ایران در سال ۱۳۹۵، سکنه آن کمتر از ۳ خانوار بوده‌است.